# Бебутов, Трифон Михайлович
Трифон Михайлович Бебутов (род. 1 июля 1991, Москва) — российский журналист, медиаменеджер, автор документальных фильмов, основатель и генеральный продюсер медиа «DREAMCAST». Бывший главный редактор изданий «Афиша Daily» (2019—2023) и «Правила жизни» (2023—2025).

## Биография
Родился в 1 июля 1991 года в Москве.
В 2013 году окончил факультет истории искусств Российского государственного гуманитарного университета (РГГУ) по специальности «Музеолог».
В 2017 году окончил программу дополнительного образования «Графический дизайн» в Школе дизайна Высшей школы экономики (ВШЭ).
С декабря 2016 года по октябрь 2018 года возглавлял диджитал-редакцию российской версии журнала Esquire (сейчас «Правила жизни»), перезапускал его сайт.
С марта по ноябрь 2019 года был диджитал-продюсером Института медиа, архитектуры и дизайна «Стрелка».

В ноябре 2019 года по инициативе Александра Мамута и Варвары Мельниковой был приглашён на пост главного редактора в интернет-издание «Афиша Daily».
«Мы видим, как активно меняются интересы наших читателей: от информационно-развлекательного контента к интеллектуальному и стимулирующему к развитию», — сказала Варвара Мельникова.
Мельникова добавила, что новому главреду будет необходимо найти новый баланс между актуальными трендами и общественно значимыми темами. Она подчеркнула, что при этом важно не потерять особую тональность издания. Она также назвала Бебутова «лучшим кандидатом», который способен справиться с новыми вызовами, стоящими перед компанией.
С ноября 2019 года по июль 2023 года был главным редактором журнала «Афиша Daily» и директором по контенту «Афиши».
C июля 2023 по март 2025 года был главным редактором журнала «Правила жизни».
В феврале 2025 года запустил медиа «DREAMCAST».

## Проекты
В 2018 году был инициатором появления мультимедийных спецпроектов на сайте Esquire, в частности:
- «Минский транзит. Как в республике Беларусь сажают» — спецпроект про антинаркотическое законодательство республики и её жертвах. Проект содержит интервью с близкими родственниками осужденных, показывает процесс суда в учебных заведениях и рассказывает о жесткости антинаркотической кампании правительства.[5]
- «Робинзоны Дальнего Востока» — спецпроект про жизнь и быт людей в отдалённых от привычной цивилизации местах.[6]

Является автором и продюсером ряда видеопроектов Афиши, таких как: «ЗАЙЦЕВ: Зеркало эпохи» (2024), «„Эффект Бильбао“: документальный фильм о благоустройстве российских регионов» (2023), «Узнать за 10 секунд.doc» (2022) и других.
За время работы в Институте медиа, архитектуры и дизайна «Стрелка» делал перезапуск сайта института; возглавлял рабочую группу, которая занималась архивом исследовательской деятельности института за весь период существования; принимал участие в конференциях и публичных мероприятиях в рамках программы «Лето на Стрелке», а также был диджитал-продюсером на программе «Архитекторы. РФ».
В 2019 году ввёл в издании «Афиша Daily» формат редакционных проектов.
Через месяц после назначения на пост главного редактора инициировал и реализовал большой проект «Главные герои, события и явления десятых» — проект, посвященный главным событиям, трендам и новостям в период с 2010 по 2019 в России и мире. Редакционный проект включал в себя как 9 объемных материалов в хронологическом порядке, так и 9 писем «в прошлое» и «в будущее» от известных деятелей искусства, культуры, медиа, города и так далее.
Летом 2020 года выступил в качестве автора и продюсера редакционного проекта Афиши Daily «Кончилось лето» о влиянии Виктора Цоя на современников, последователей и постсоветский культурный код россиян. Проект был приурочен к 30 годам после смерти Виктора Цоя.
При Бебутове весной 2020 года сайт «Афиши Daily» достиг исторического максимума по посещаемости.
В августе 2020 года был инициатором проекта «Summit Z8» на территории Института медиа, архитектуры и дизайна «Стрелка» от издания «Афиша Daily».
В 2022 году стал автором документального фильма о семьях российских эмигрантов, покинувших страну после 1917 года «Отражение», выпущенного в рамках спецпроекта Афиши «Другие берега: русские туда и обратно».
С 2022 года входит в состав Конкурсного комитета Института развития интернета.
В 2023 году совместно с писателем и журналистом Леной Кончаловской выступил автором и режиссёром документального фильма «Путешествие на край ночи: эффект „Солянки“» для Афиши.
Совместно с Сергеем Минаевым был соведущем проекта «История еды» на канале МИНАЕВ LIVE.
В 2023 выступил в качестве одного из авторов книги «24 слово» от Подписных изданий.
В 2024 Бебутов стал автором идеи проекта «Современники» в журнале «Правила жизни» — героями проекта стали 25 человек в 8 категориях: кино, арт, театр, архитектура, мода, юмор, музыка, литература. Проект рассказывает о людях, которые меняют индустрии, которыми гордится профессиональное сообщество и кто заслуживает бОльшего внимания аудитории. В качестве экспертов для отбора, к проекту были привлечены давно зарекомендовавшие себя люди в своих индустрии — деятели культуры и искусства, ведущие продюсеры России, и другие.
Является автором и генеральным продюсером премии в сфере туризма «Вояж» от издания «Правила жизни». В рамках премии эксперты из разных областей бизнеса выбирают лучшие отельные проекты и сервисы России, которые станут основой туристического гида по стране от «Правил жизни». Первое вручение премии состоялось летом 2024 года.
Начиная с середины 2024 года Бебутов активно занимался темой кино в издании Правила жизни.
В сентябре 2024 года был первым кто взял интервью у режиссёра Никиты Власова.
За время работы в издании «Правила Жизни» изменил подход к обложкам журнала. В октябре 2024 года вышел пятнадцатый номер журнала про киноиндустрию, который был полностью спродюсирован Бебутовым, где на обложке впервые появилась фотография человека — Фёдора Бондарчука. Помимо этого, Бебутов изменил редакционный подход и стратегию к внешнему виду журнала, в частности обложек — с 2024 года журнал издаётся с тремя иллюстративными обложками и тремя с фотографическим изображением.
В марте 2025 года Бебутов спродюсировал свой последний номер в издании «Правила жизни» в качестве главного редактора, на обложке которого был актёр Юра Борисов — самый узнаваемый российский актер в мире на момент начала марта 2025 года. Также Трифон Бебутов взял у актёра интервью. Семнадцатый номер журнала стал самым успешным номером издания с момента запуска по цитированию и упоминанию в российском интернет сегменте.

В конце февраля 2025 года Трифон Бебутов совместно с актёром театра и кино Львом Зулькарнаевым запустил новое медиа под названием «DREAMCAST» про кино, культуру и лайфстайл.
Интерес к индустрии кино, выраженный моими проектами в «Правилах жизни» определил логику моего решения — создать собственное медиа, которое будет сфокусировано на теме кино и повседневности, которую кино отражает. – сказал Трифон Бебутов.
В новом медиа уже появились лица отечественной киноиндустрии, такие как – Александр Паль, Павел Табаков, Полина Ауг, Роман Евдокимов, Анна Пересильд, и другие.
DREAMCAST были одни из немногих в России, кто вёл текстовую прямую трансляцию и публиковал эксклюзивные кадры с церемонии вручения 97-й премии «Оскар».

По словам Бебутова, в медиа пришло время для реализации нового подхода:
«Мы хотим создать платформу, которая объединит людей, интересующихся не только кинематографом, но и всем, что делает нашу жизнь более яркой и насыщенной».

## Интервью
Начиная с 2020 года для изданий Афиша Daily (2020—2023) и Правила жизни (2023-н.в.) интервьюировал известных людей в области шоу-бизнеса, политики, культуры. Среди них — Сергей Капков, Надежда Михалкова, Николай Картозия, Александр Аузан, Софико Шеварднадзе, Сергей Минаев, Виктор Рыжаков, Сергей Шнуров, Кристина Потупчик, Владимир Овчаренко, Елена Проничева, Фёдор Бондарчук, Никита Власов и другие.

## Публичная деятельность
В разные годы был спикером и экспертом на «Российской креативной неделе», «Московском урбанистическом форуме», «Петербургском международном экономическом форуме», «Всемирном фестивале молодёжи», конференции «ТОК», «VK Media Night», и других.
Входил в состав жюри фестиваля документального кино «Original+.Doc», медиапремии «Апостол», «MUF Community Awards 2023», первой премии для блогеров «Блогема».